# I/O
，即输入／输出，通常指数据在存储器（内部和外部）或其他周边设备之间的输入和输出，是信息處理系統（例如計算機）與外部世界（經常是人與人透過信息處理系統）之間的通信。輸入是系統接收的信號或數據，輸出則是從其發送的信號或數據。該術語也可以用作行動的一部分；到“執行I/O”是執行輸入或輸出的操作。

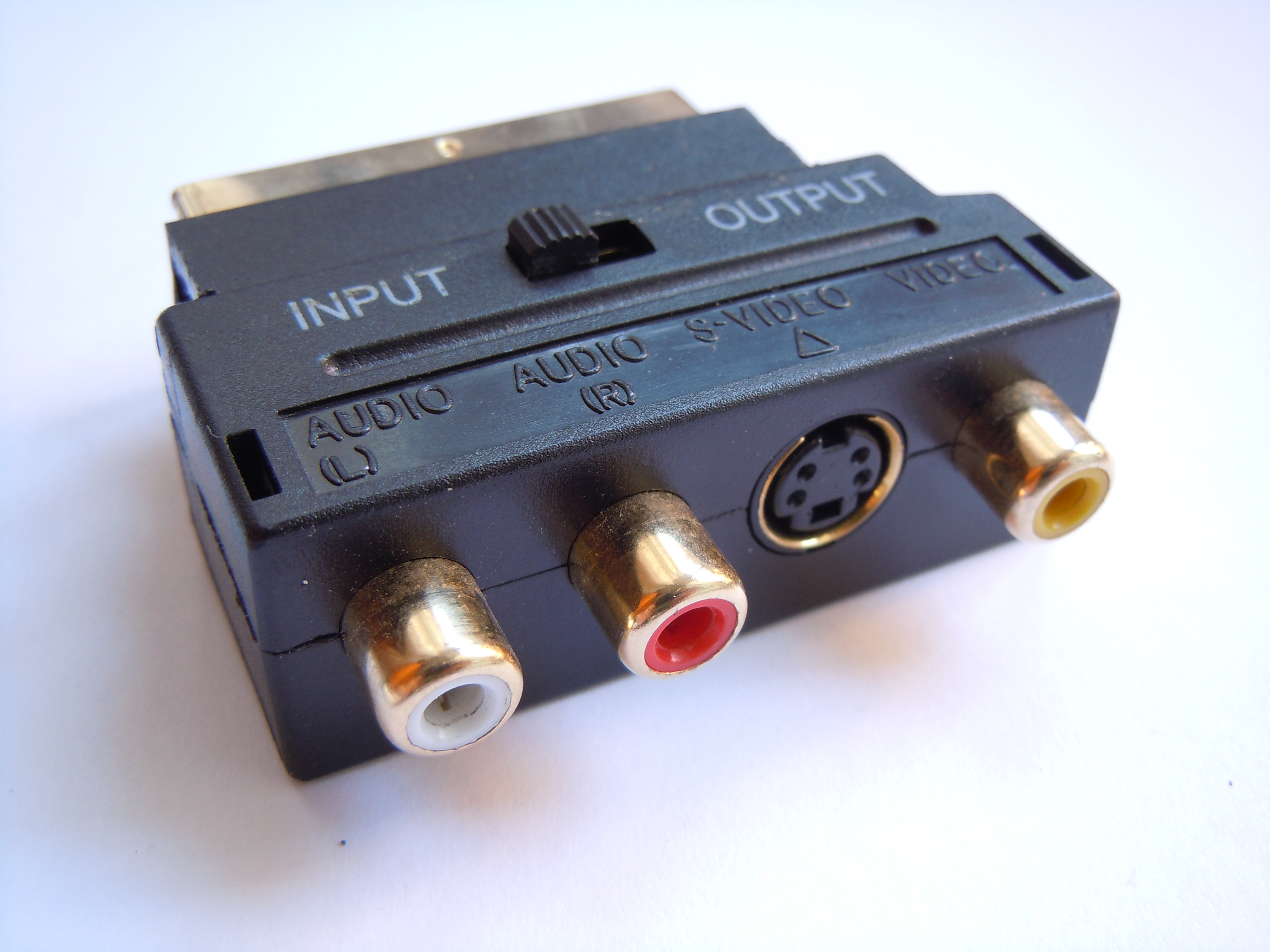
用於RCA連接器（立體聲音訊和複合視訊）和輸入S視訊（迷你DIN4針）的輸入/輸出SCART轉接器，經常使用的一種硬體周邊設備

輸入/出設備是硬體中由人（或其他系統）使用與計算機進行通信的部件。例如，鍵盤或鼠標是計算機的輸入設備，而監視器和打印機是輸出設備。計算機之間的通信設備（如電信數據機和網卡）通常執行輸入和輸出操作。
在現代計算機體系結構中CPU可以使用單獨的指令直接讀取或寫入，被認為是計算機的核心。而CPU和主存儲器的組合，任何信息傳入或傳出CPU內存組合，例如通過從磁盤驅動器讀取數據，就會被認為是I/O；CPU及其電路版提供用於低階編程的存儲器映射 I/O，例如在設備驅動程序的實現中，或者提供對 I/O 通道的訪問。一個 I/O 算法設計是利用內存，而且高效地進行與輔助存儲設備交換數據時，如一個磁盤驅動器。

## 用途
数据在存储器（内部和外部）或其他周边设备之间的输入和输出，是信息處理系統（例如計算機）與外部世界（可能是人類或另一信息處理系統）之間的通信.

## 输入
- 鍵盤
- 定点装置
  - 指点杆
  - 鼠标
  - 触控板
  - 轨迹球
- 掃描器
- 麦克风
- 相機

## 輸出
- 螢幕、投影機
- 打印机、
- 揚聲器、耳機
- 闪光灯

## 雙向
- 儲存裝置，如RAM
- IEEE 1394裝置
- 触摸屏
- 燒錄機
- ADSL
- ATM
- USB

## 工作模式
- 交互机制（消息通信机制），或理解为协作机制：
  - 同步：调用者会主动等待调用结果。按照“调用者”线程在等待调用结果时的状态可分为：
    - 阻塞：线程被操作系统挂起。
    - 非阻塞：线程不被操作系统挂起，可以处理其他事情。

  - 异步：调用者发起一个异步调用，然后立即返回去做别的事。“被调用者”通过状态、通知、回调函数等手段来通知“调用者”。异步IO不是FIFO有序的，例如进程A与进程B先后对一个端口发起了异步读操作，有可能是进程B先得到读操作的结果。

## 外部參考
- Null, Linda; Julia Lobur. . Jones & Bartlett Learning. 2006: 185  [2024-03-09]. ISBN 0763737690. （原始内容存档于2016-12-11） （英语）.